# Ranunculus lingua
Espèce
Classification phylogénétique
Statut de conservation UICN

 LC  : Préoccupation mineure
La renoncule langue ou grande douve  (Ranunculus lingua) est une espèce de plantes herbacées de la famille des Renonculacées protégée en France à l'échelle nationale.

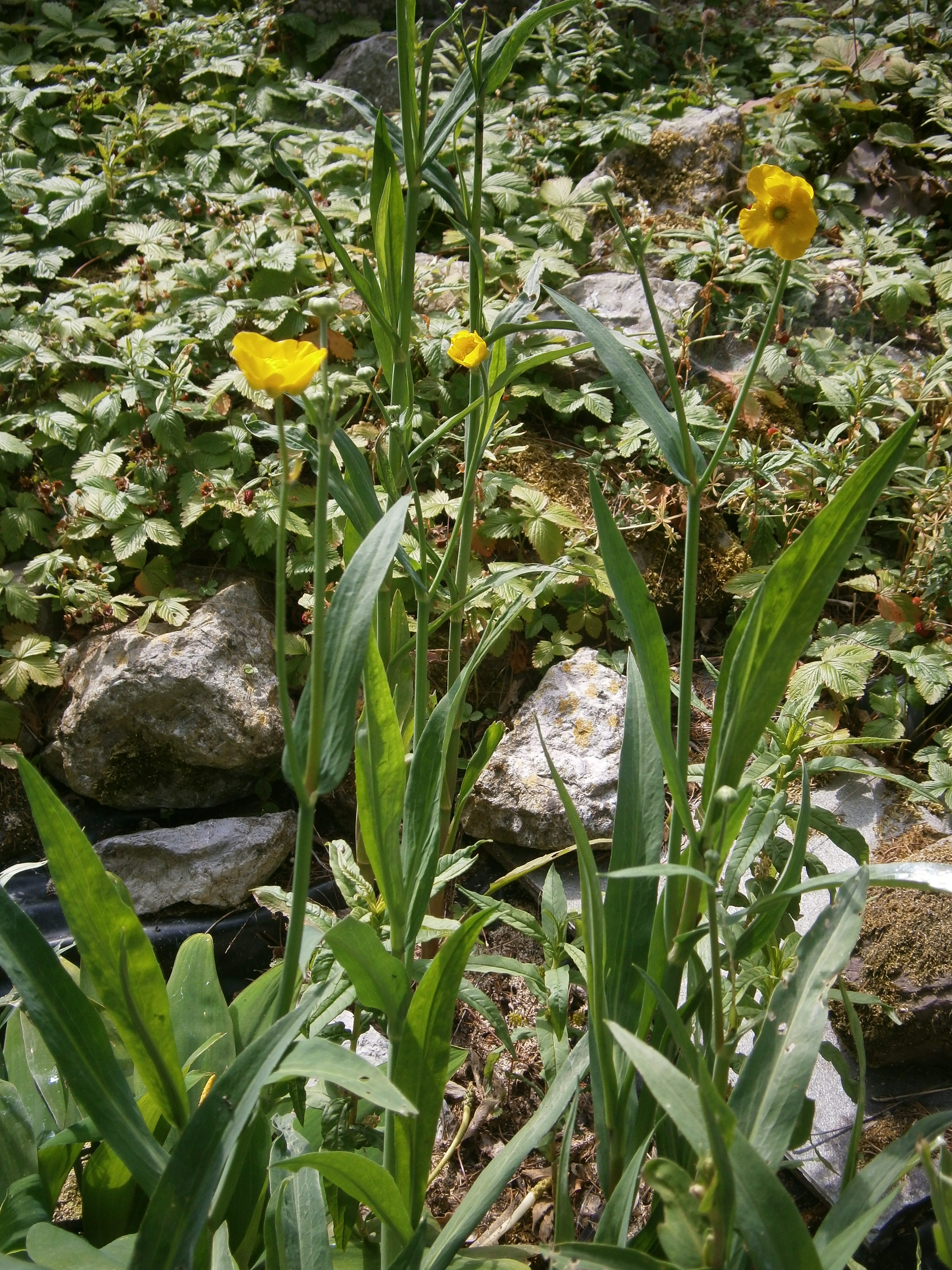
Ranunculus lingua en bordure d'étang.
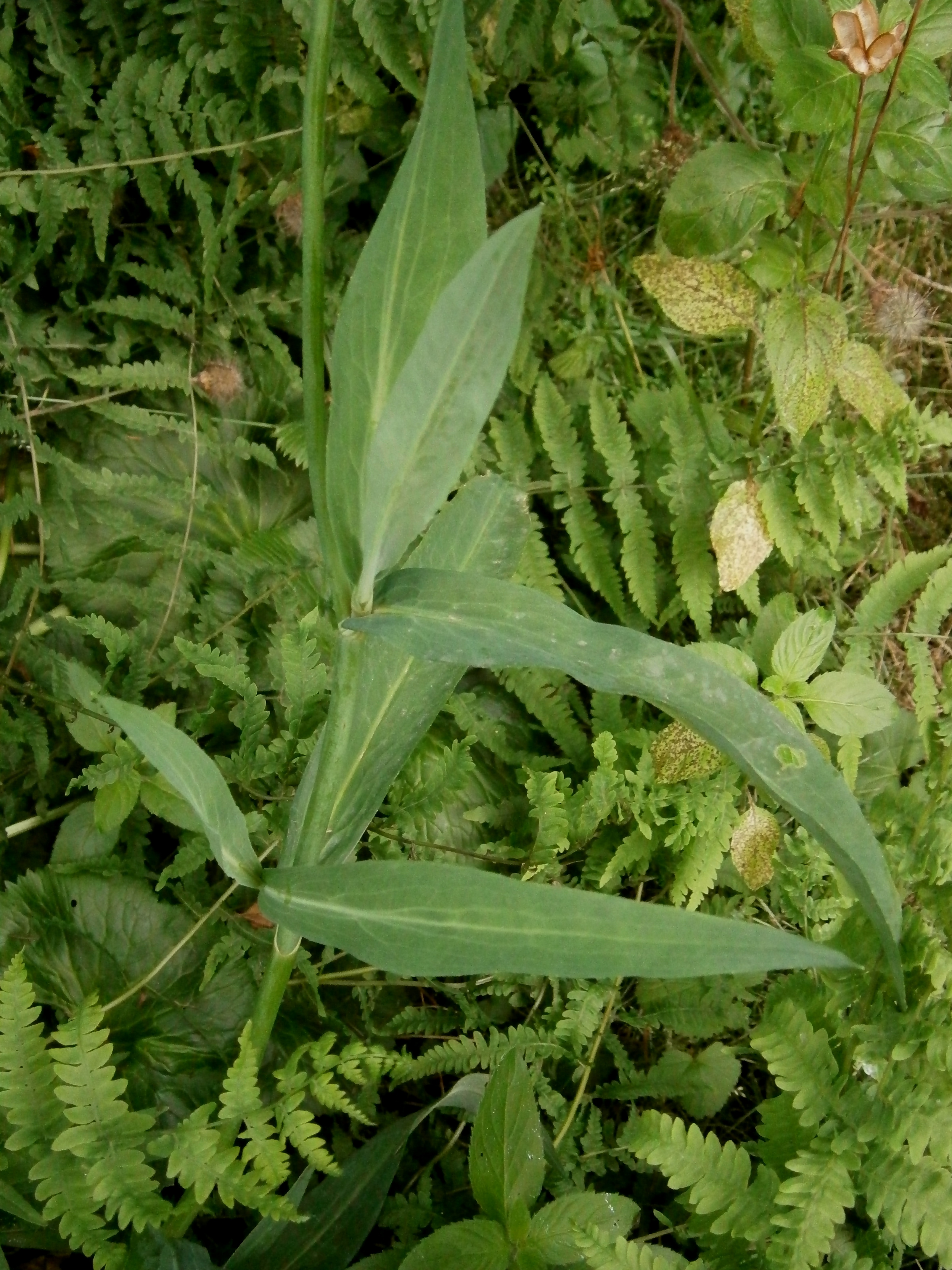
Feuilles caulinaires.
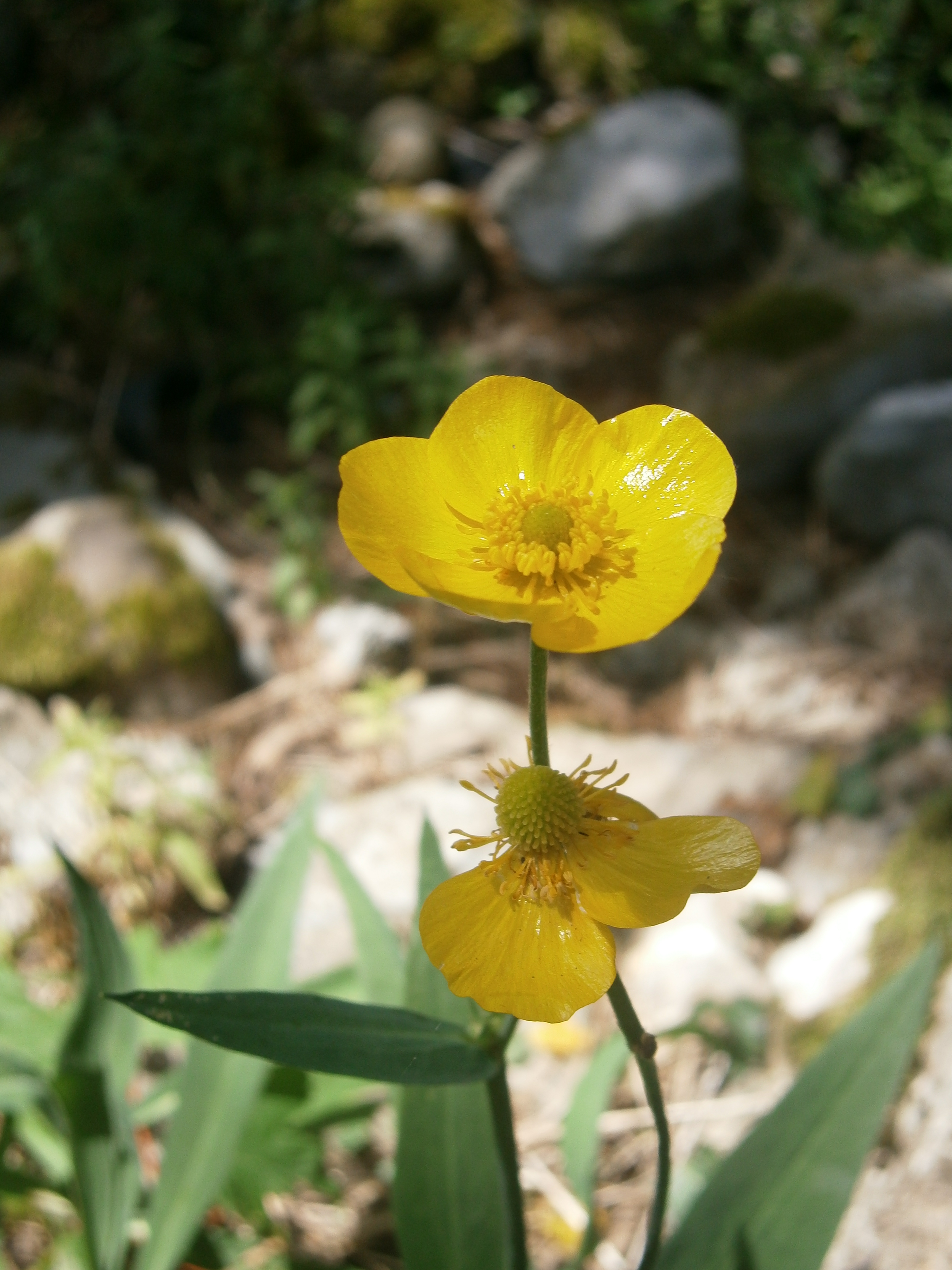
Sommité fleurie.
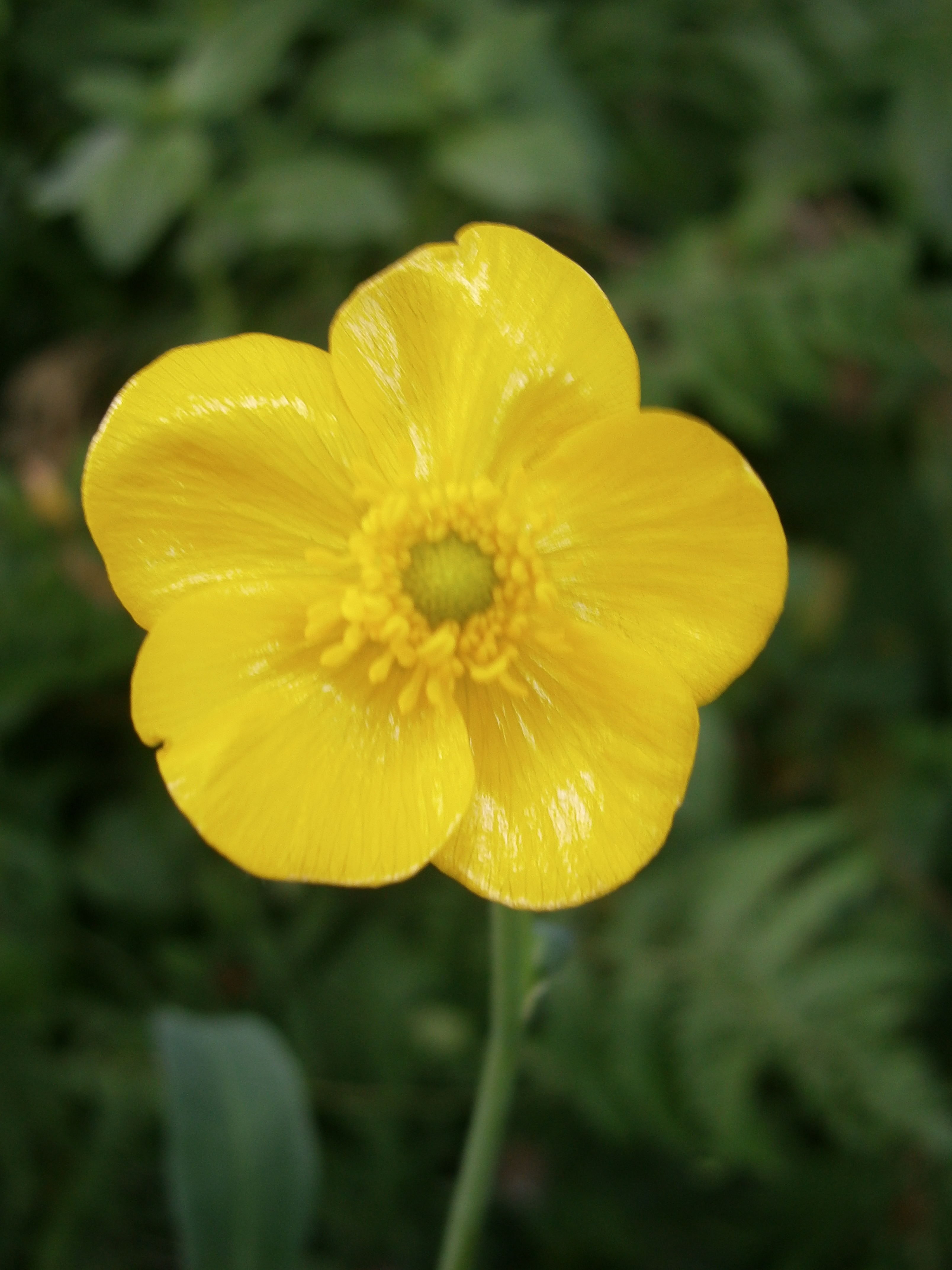
Fleur en plan rapproché.